# 군포시장
군포시장은 경기도 군포시의 시장이다.

## 역대 군포시장
| 대수   | 이름           | 임기                               |
| ------ | -------------- | ---------------------------------- |
| 제1대  | 김기형(金基亨) | 1989년 1월 1일 ~ 1989년 12월 27일  |
| 제2대  | 류재천(柳在川) | 1989년 12월 28일 ~ 1991년 1월 9일  |
| 제3대  | 박창곤(朴昌坤) | 1991년 1월 10일 ~ 1991년 12월 28일 |
| 제4대  | 임수복(林秀福) | 1991년 12월 29일 ~ 1993년 3월 28일 |
| 제5대  | 신중대(愼重大) | 1993년 3월 29일 ~ 1994년 1월 2일   |
| 제6대  | 조재호(趙宰鎬) | 1994년 1월 3일 ~ 1994년 7월 23일   |
| 제7대  | 정승우(鄭承祐) | 1994년 7월 24일 ~ 1995년 1월 4일   |
| 제8대  | 조영택(趙泳澤) | 1995년 1월 5일 ~ 1995년 6월 30일   |
| 제9대  | 조원극(趙源克) | 1995년 7월 1일 ~ 1998년 6월 30일   |
| 제10대 | 김윤주(金潤周) | 1998년 7월 1일 ~ 2002년 6월 30일   |
| 제11대 | 김윤주(金潤周) | 2002년 7월 1일 ~ 2006년 6월 30일   |
| 제12대 | 노재영(盧載榮) | 2006년 7월 1일 ~ 2010년 6월 30일   |
| 제13대 | 김윤주         | 2010년 7월 1일 ~ 2014년 6월 30일   |
| 제14대 | 김윤주         | 2014년 7월 1일 ~ 2018년 6월 30일   |
| 제15대 | 한대희         | 2018년 7월 1일 ~ 2022년 6월 30일   |
| 제16대 | 하은호         | 2022년 7월 1일 ~                   |

## 같이 보기
- 군포시장 선거